# 947 (číslo)
Devět set čtyřicet sedm je přirozené číslo. Římskými číslicemi se zapisuje CMXLVII. Následuje po číslu devět set čtyřicet šest a předchází číslu devět set čtyřicet osm.

## Matematika
947 je:
- Deficientní číslo
- Prvočíslo
- Nepříznivé číslo
- Nešťastné číslo

## Astronomie
- (947) Monterosa je planetka hlavního pásu, kterou objevil v roce 1921 Arnold Schwassmann

## Roky
- 947
- 947 př. n. l.